# Comté de Knox (Kentucky)
Pour les articles homonymes, voir Comté de Knox.
Le comté de Knox est un comté situé dans l'État du Kentucky aux États-Unis. Son siège est Barbourville. Selon le recensement de 2000, sa population était de 31 883 habitants. Il doit son nom à Henry Knox, secrétaire à la Guerre des États-Unis.